# Raupo Lagoon
Die Raupo Lagoon ist ein See im Waitaki District der Region Canterbury auf der Südinsel von Neuseeland.

## Geographie
Die Raupo Lagoon befindet sich in einer Ebene mit einer Ansammlung von zehn unterschiedlich großen Seen, rund 1,9 km südlich des Lake Ōhau und rund 12 km westsüdwestlich des Lake Ruataniwha. Der See, der auf einer Höhe von 586 m anzutreffen ist, erstreckt sich mit einer Fläche von 26,4 Hektar über eine Länge von rund 1,25 km in Nord-Süd-Richtung und misst an seiner breitesten Stelle rund 240 m in Ost-West-Richtung. Der Umfang des Sees beträgt rund 2,96 km. Im nördlichen bis mittleren Bereich des Sees hat sich eine 11,8 Hektar große Insel gebildet, die nur einen schmalen Gewässerrand zum äußeren Ufer des Sees zulässt.
Ein Zufluss zum Raupo Lagoon ist nicht zu erkennen. Ein schmales Rinnsal hingegen entwässert den See nach Süden zum Six Mile Creek.